# グッドモーニング (テレビドラマ)
『グッドモーニング』（Good Mourning）は、1994年7月14日 - 9月22日にフジテレビ系列で木曜劇場枠で放送された日本のテレビドラマ。
東京・亀戸の葬儀屋を舞台にしたコメディタッチのドラマである。それを意味する特徴として、「モーニング」の英語のスペルが"morning"（朝）ではなく"mourning"（喪）となっている。
DVD化はされていない。

## キャスト

### 天野家・家族（天野葬儀店）
天野（旧姓：木下）みのり：浅野温子
大学教員。天野葬儀店・社長の憲一と結婚するが、新婚旅行中に未亡人となる。最終話で天野家の籍を抜いた後、憲三と再婚する。演じた浅野温子は前年の『素晴らしきかな人生』に続き『木曜劇場』は2年連続で主演をつとめる。演じた浅野は姑・玉枝役の草笛光子ともに『昨日の友は今日の敵?』で共演しているが、これまた姑・草笛、嫁・浅野の親子役。
天野憲一：草刈正雄（特別出演・1話のみの出演）
天野家の長男で、天野葬儀店前社長。みのりの夫。新婚旅行中に病死する。演じた草刈正雄は母・玉枝役の草笛ともに『大河ドラマ・真田丸』で共演しているが、これまた母・草笛、子・草刈の親子役。
天野憲三：中井貴一
天野家の三男。丸菱商事の会社員。仕事の関係でスペインで暮らしていたが、憲一の死後、天野葬儀店に戻ってくる。みのりに惚れており、みのりが天野家の籍を一旦抜いた後、みのりに結婚を申し込む。
浜田玲子：室井滋
天野家の長女。なぜか同居している。
浜田隆司：小木茂光
玲子の夫。天野葬儀店の社員。
天野真理：奥山佳恵
天野家の次女。大学生。
天野憲太郎：吉田亮
憲一の長男。小学生。
佐藤ユウ：柴田理恵
天野葬儀店の社員。天野家と一緒に生活をしている。
天野憲：鈴木清順
天野葬儀店会長。天野兄弟の父。
天野玉枝：草笛光子
天野兄弟の母。演じた草笛は長男・憲一役の草刈と『大河ドラマ・真田丸』で共演しているが、これまた母・草笛、子・草刈の親子役。
天野憲二：風間杜夫
天野家の次男。天野葬儀店専務。

### 天野家と関係する人達
川口大地：中上雅巳
真理の彼氏。大学生。
小暮路子：黒田福美
憲一の前妻、憲太郎の母。
木下義男：塚本信夫
みのりの父。元・銀行役員。
木下愛子：長内美那子
みのりの母。

### 倉田葬儀社
倉田一志：高橋克典
倉田葬儀社専務。正明の長男。
倉田正明：仲谷昇
倉田葬儀社社長。天野葬儀店の買収を画策する。

### その他
- 篠原専務：大林丈史
- 篠原美沙：須藤真里子
- 細山ふみ：細川ふみえ（愛情出演）
- 田村哲夫：小坂一也
- 神谷利彦：西村雅彦

## スタッフ
- 脚本：西荻弓絵
  - 西荻弓絵（原著）、田村章（ノベライズ）『グッドモーニング』 フジテレビ出版、1994年10月。ISBN 978-4594015459。
- 音楽：西村由紀江
- プロデュース：大多亮、和田行、森谷雄
- 演出：木村達昭、松田秀知
- 主題歌：THE WAVES『Baila! Baila! Baila!〜グッドモーニング〜』
- 挿入歌：THE WAVES『Believe』

## 受賞歴
- 第2回ザテレビジョンドラマアカデミー賞
  - 主演女優賞（浅野温子）[1][2]
  - キャスティング賞
  - タイトルバック賞

## 放送日程
| 各話                                                        | 放送日        | サブタイトル                        | 演出     | 視聴率 |
| ----------------------------------------------------------- | ------------- | ----------------------------------- | -------- | ------ |
| 第1話                                                       | 1994年7月14日 | 悔やんでなんかいられませんわ        | 木村達昭 | 15.6%  |
| 第2話                                                       | 1994年7月21日 | 涙の授業参観だ!                     | 木村達昭 | 14.7%  |
| 第3話                                                       | 1994年7月28日 | 嫁よ!出てけ!                        | 松田秀知 | 17.5%  |
| 第4話                                                       | 1994年8月4日  | 嫁のすべき仕事                      | 松田秀知 | 14.3%  |
| 第5話                                                       | 1994年8月11日 | 嫁の手作り料理で大波乱!ついに里帰り | 木村達昭 | 18.6%  |
| 第6話                                                       | 1994年8月18日 | 産みの親の大逆襲!お母さんガンバレ!! | 松田秀知 | 19.6%  |
| 第7話                                                       | 1994年8月25日 | 小姑家を出る!嫁にまさかのプロポーズ | 木村達昭 | 20.0%  |
| 第8話                                                       | 1994年9月1日  | マドンナ登場!天野家に恋の台風上陸!! | 松田秀知 | 18.4%  |
| 第9話                                                       | 1994年9月8日  | お父ちゃん家出!家族に異母兄弟が!    | 松田秀知 | 16.8%  |
| 第10話                                                      | 1994年9月15日 | さらば天野葬儀社!家族一同で涙の決断 | 木村達昭 | 22.7%  |
| 第11話                                                      | 1994年9月22日 | 天野家号泣!嫁が見た最後の決意!      | 木村達昭 | 18.2%  |
| 平均視聴率 17.9% （視聴率は関東地区・ビデオリサーチ社調べ） |               |                                     |          |        |